# Attila Bozay

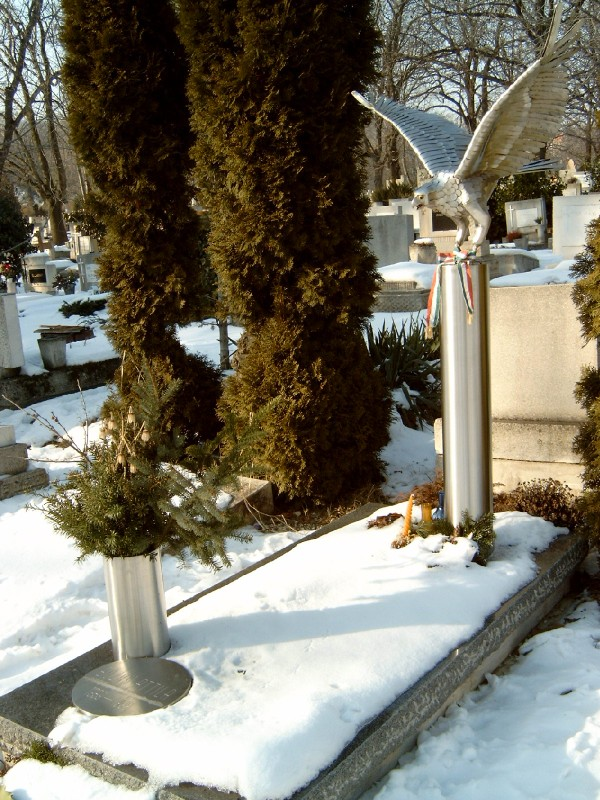
Grab von Attila Bozay auf dem Farkasréti temető in Budapest

Attila Bozay [ˈɒtilːɒ ˈbozɒi] (* 11. August 1939 in Balatonfűzfő; † 14. September 1999 in Budapest) war ein ungarischer Komponist. Er spielte Furulya (Kernspaltflöten) und Citera (Zithern).

## Leben und Wirken
Bozay studierte von 1957 bis 1962 an der Franz-Liszt-Musikakademie in Budapest bei Ferenc Farkas und am Konservatorium bei István Szelényi. Danach unterrichtete er Komposition und Musiktheorie an der Staatlichen Musikfachschule in Szeged und arbeitete von 1963 bis 1966 beim Ungarischen Rundfunk. 1967 hielt er sich als UNESCO-Stipendiat sechs Monate in Paris auf. Seitdem lebte er als freischaffender Komponist in Budapest. Von 1979 bis 1998 unterrichtete er an der Musikakademie und von 1990 bis 1993 war er Direktor der Nationalphilharmonie.
Bozay komponierte u. a. eine Oper (Csongor und Tünde, 1985), eine Serie für Kammerensemble (1970), ein sinfonisches Stück, ein Bratschenkonzert, kammermusikalische Werke, einen Liederzyklus und einen Motettenzyklus.